# Kanton Tardets-Sorholus
Kanton Tardets-Sorholus (francouzsky Canton de Tardets-Sorholus) je francouzský kanton v departementu Pyrénées-Atlantiques v regionu Akvitánie. Tvoří ho 16 obcí.

## Obce kantonu
- Alçay-Alçabéhéty-Sunharette
- Alos-Sibas-Abense
- Camou-Cihigue
- Etchebar
- Haux
- Lacarry-Arhan-Charritte-de-Haut
- Laguinge-Restoue
- Larrau
- Lichans-Sunhar
- Licq-Athérey
- Montory
- Ossas-Suhare
- Sainte-Engrâce
- Sauguis-Saint-Étienne
- Tardets-Sorholus
- Trois-Villes